# Шитовалов Валерій Вікторович
Вале́рій Ві́кторович Шитова́лов (1 лютого 1940 , Сімферополь  — 26 липня 2013 , Сімферополь ) — український і російський актор театру і кіно. Народний артист України (1992). Заслужений артист РРФСР (1978). Заслужений артист АРК (2000).

## Життєпис
Валерій Шитовалов народився 1 лютого 1940 в Сімферополі. Його дитинство пройшло в Гурзуфі.
1958—1988 — грав у театрах Шадринська, Магнітогорська, Оренбурга, Владимира, Курська, Севастополя, Краснодара.
1970 — закінчив Школу-студію Немировича-Данченка при МХАТ СРСР ім. Горького.
1978 року йому було присвоєно звання «Заслужений артист РСФСР».
З 1988 року працював у Кримському академічному російському драматичному театрі ім. Максима Горького.
1992 року удостоєний звання «Народний артист України».
Викладав на кафедрі режисури і майстерності актора в Кримській філії Київського національного університету культури та мистецтв, був деканом і професором Кримського університету культури, мистецтв і туризму. Серед його учнів актори Катерина Саприкіна, Дмитро Булкот, Олександр Чмихалов.
Валерій Шитовалов був актором «надзвичайно широкого діапазону і дивної виконавської техніки, з унікальним почуттям стилю і умінням миттєвого перевтілення».
Грав епізодичні, але характерні ролі у фільмах: «Літня поїздка до моря», «Перстень з Амстердама», «Дурні вмирають по п'ятницях», «Шлюб за розрахунком», в серіалі «Скарби на кримському березі».
Остання роль Валерія Шитовалова — роль батька легендарного льотчика Амет-Хана Султана в історичній драмі «Хайтарма».

## Ролі в театрі
- Річард («Річард III» В. Шекспіра)
- Доменіко Соріано («Шлюб по-італійськи» Е. де Філіппо)
- Мендель Крик («Як це робилось в Одесі» за І. Бабелем)
- Син Корнелії («Корнелія»)

## Праці
- Шитовалов В. В. Специфіка сприйняття актуального театрального мистецтва в умовах розвитку сучасного суспільства (на прикладі «performance» і «театру playback») // Культура України. — 2013. — Вип. 41. — С. 207—212. — Режим доступу: http://nbuv.gov.ua/UJRN/Ku_2013_41_26